# Rhynchospora albescens
Rhynchospora albescens är en halvgräsart som först beskrevs av Friedrich Anton Wilhelm Miquel, och fick sitt nu gällande namn av Georg Kükenthal. Rhynchospora albescens ingår i släktet småag, och familjen halvgräs. Inga underarter finns listade i Catalogue of Life.